# Monocondylaea
Monocondylaea је род слатководних шкољки из породице Mycetopodidae.

## Врсте
Врсте у оквиру рода Monocondylaea:
- Monocondylaea corrientesensis (d'Orbigny, 1835)
- Monocondylaea costulata (Moricand, 1858)
- Monocondylaea franciscana (Moricand, 1837)
- Monocondylaea guarayana (d'Orbigny, 1835)
- Monocondylaea jaspidea (Hupé, 1857)
- Monocondylaea minuana (d'Orbigny, 1835)
- Monocondylaea paraguayana (d'Orbigny, 1835)
- Monocondylaea parchappii (d'Orbigny, 1835)

## Синоними
- Aplodon Spix & Wagner, 1827
- Monocondylus Morelet, 1866
- Spixoconcha Pilsbry, 1893